# Wilhelm Wagner (Maler)
Wilhelm Wagner (* 26. April 1887 in Hanau; † 22. August 1968 in Bad Saarow) war ein deutscher Maler, Zeichner und Grafiker.

## Leben
Wilhelm Wagner begann 1901 eine Lehre als Gold- und Silberschmied und ergänzte seine Ausbildung durch den Besuch der Fachschule für die Edelmetallindustrie in seiner Geburtsstadt Hanau. Nach Abschluss seiner Lehre ging er nach Solingen, um an der Fachschule für Stahl- und Eisenindustrie eine zusätzlich gestalterische Ausbildung zu erlangen. Für das grafische Handwerk besuchte er ab 1908 die Kunstgewerbeschule Barmen, die unter anderem das Fach Lithografie anbot und ging im Anschluss daran, nach Ablage einer Aufnahmeprüfung, für weitere zwei Jahre an die Kunstgewerbeschule in Berlin und wurde dort Schüler von Emil Rudolf Weiß.
Studienreisen führten Wagner nach Italien und Frankreich, wo er sich länger in Paris aufhielt. Mit den Ausbruch des Ersten Weltkriegs kehrte er für kurze Zeit nach Berlin zurück und übersiedelte um 1921 nach Amsterdam. Ab 1922 wieder in Berlin, teilte er sich mit Max Pechstein ein Atelier in der Kurfürstenstraße 126. Die Preußische Akademie der Künste zu Berlin berief den auch international anerkannten Künstler am 27. Oktober 1922 zu ihrem Mitglied und übertrug ihm eine Professur. Er wohnte damals in der Kurfürstenstraße 126. Ein weiteres Atelier hatte er in Bad Saarow am Scharmützelsee. Schon früh hatte sich Wagner der Berliner Secession angeschlossen und kam durch den Verleger des Fritz Gurlitt Verlags Wolfgang Gurlitt und dessen Verlagsleiter Paul Eipper wiederholt mit Max Liebermann und Lovis Corinth in Verbindung. So arbeitete Wagner auch für Alfred Gold und Paul Cassirer. Ab Mitte der 1920er Jahre hielt sich Wagner in Italien (1924) und immer wieder zeitweise in Frankreich auf.
In der Zeit des Nationalsozialismus erhielt Wagner 1938 durch die Reichskammer der bildenden Künste ein offizielles Malverbot, was einem Berufsverbot als Kunstmaler gleichkam, und arbeitete alternativ als Architekt und Möbeldesigner. Bei einem Luftangriff während des Zweiten Weltkriegs auf Berlin wurde sein Atelier und der Großteil seiner Werke zerstört und Wagner zog mit seiner zweiten Frau in das Haus nach Bad Saarow. Nach der Besetzung der Roten Armee von Bad Saarow im April 1945 wurde das Paar ausgewiesen und zog nach Großenlupnitz. Als die Wagners drei Jahre später zurückkehrten, stellten sie auch den Verlust der Mehrzahl der in Saarow gelagerten Werke fest. Ende der 1950er Jahre unternahm der Künstler noch eine Reise nach Südfrankreich an die Küste des Mittelmeers.
Wagner gehörte in der DDR dem Verband Bildender Künstler an.

## Werk
Wagners Werk umfasst eine große Zahl an Buchillustrationen. In der Malerei widmete er sich in Öl oder Aquarell der Landschaftsmalerei mit Stadtansichten, einiger Stillleben mit Blumen, sowie teils erotischer Aktzeichnungen von Mädchen und Frauen. Zudem wird Wilhelm Wagner als Entwurfszeichner für Glasmalerei genannt; dies vermutlich im Atelier von Max Pechstein, der beispielsweise 1917 die Entwürfe für farbige Verglasungen der Ausstellungsräume des Wolfgang Gurlitt fertigte. In den Jahren 2000/2001 fand im Historischen Museum Hanau eine Ausstellung mit den Werken von Wilhelm Wagner statt.

## Werke (Auswahl)
- Damenbildnis, Ölmalerei, 1911
- Schießübung, Lithografie, Titelblatt der Kriegszeit Nr. 40, Paul Cassirer und Alfred Gold, Berlin, 1915[6]
- Schlafende Frau und Kind, Radierung, 1919
- Gracht in Amsterdam, Farblithografie, 1921
- Blumenstilleben, Ölmalerei, 1922
- Junge Frau bei der Morgentoilette, Öl. 56 × 46 cm; um 1922[7]
- San Giorgio, Venedig, Ölmalerei, 1924[8]
- Das Dorf Pieskow, Aquarell, 1924
- Diensdorf, Ölmalerei, 1924
- Weiblicher Akt, Aquarell, 1926
- Saint-Germain-des-Prés, 1927
- Die Seine in Paris, 1927
- Paris, Ölmalerei, 1929
- Pont St. Michel, 1929
- Fürstenwalde/Spree. Marktplatz mit Rathaus von Norden, 1943, Lithografie, 22,4 × 33,2 cm[9]
- Fliederstrauß, Aquarell, 1944
- Sommerabend am Ufer des Scharmützelsees, Aquarell, 1952
- An der Börse, Aquarell, 1954
- Der Hafen von Cassis, Ölmalerei, 1957
- Zwei Badende am See, Aquarell
- Der Cecilienpark in Bad Saarow, Ölmalerei

## Ausstellungen in der DDR
- 1949: Potsdam, Bezirkskunstausstellung
- 1951/1952: Berlin, Museumsbau am Kupfergraben („Künstler schaffen für den Frieden“)
- postum 1974: Frankfurt/Oder, Galerie Junge Kunst („Aquarell, Gouache, Tempera, Pastell“)